# Centropages uedai
Centropages uedai is een eenoogkreeftjessoort uit de familie van de Centropagidae. De wetenschappelijke naam van de soort is voor het eerst geldig gepubliceerd in 2011 door El-Sherbiny.